# Candidato a sorpresa
Candidato a sorpresa (The Campaign) è un film del 2012 diretto da Jay Roach, che ha come protagonisti Will Ferrell e Zach Galifianakis.
Il personaggio interpretato da Will Ferrell, il cui nome è Cam Brady, rende omaggio ai giocatori di football Cam Newton e Tom Brady.

## Trama
Cam Brady è un deputato del Partito Democratico di grande esperienza, che commette però una gaffe poco prima delle elezioni. Una coppia di ultra milionari trama allora contro di lui, spalleggiando il suo ingenuo rivale Marty Huggins, padre di famiglia e direttore del locale Ufficio del Turismo, che si candida per i Repubblicani. Inizialmente impacciato, l'uomo guadagna pian piano terreno, sostenuto anche dalle conoscenze politiche della sua famiglia: la campagna elettorale diventa ben presto una gara a colpi bassi tra i due candidati. Alla fine sarà Brady, spalleggiato da coloro che fino a quel momento avevano finanziato la campagna elettorale di Marty, a vincere, ma dopo aver ascoltato il discorso di Marty sui doveri che un politico dovrebbe perseguire, decide di ritirarsi dalla candidatura, facendo quindi eleggere l'avversario.

## Scena durante i titoli di coda
I fratelli Motch vengono accusati da una commissione presieduta da Marty Huggins di finanziamento illecito ai candidati; sebbene tale reato fosse stato dichiarato illegittimo dalla Corte Suprema, Marty, grazie al suo segretario generale Cam Brady, riesce ad incastrare i due per aver fatto entrare negli Stati Uniti un criminale internazionale: Tim, l'organizzatore della campagna di Marty.

## Promozione
Dopo il lancio di alcuni poster "elettorali", l'11 luglio 2012 è stato diffuso online il trailer italiano del film.
Il personaggio Cam Brady omaggia i due giocatori della NFL Cam Newton e Tom Brady.

## Distribuzione
Il film è uscito nelle sale statunitensi il 10 agosto 2012, mentre la distribuzione italiana è avvenuta per il 21 settembre 2012.

## Censura
Esistono due versioni del film, una censurata ed un'altra estesa (contenente 10 minuti di girato in più).